# 明末农民战争史
《明末農民戰爭史》，明史研究作品，顧誠撰。
《明末农民战争史》一書否定了郭沫若对于李自成失败的观点，《甲申三百年祭》認為李自成的失败在于进入北京之后的快速腐化。顧誠卻認為大顺军的失敗不是因為腐化，而是错误的战略思想。文中表示“应当承认大顺政权追赃助饷政策的革命性，它证明李自成虽然已经即位称帝，大将们受封侯、伯等爵，他们并没有忘记自己的穷苦兄弟，没有放弃维护农民利益的基本宗旨。”“大顺政权之所以站不住脚，不是因为领导层变质，失去贫苦群众的支持；恰恰相反，由于它尚未完成质变，继续执行打击官绅地主的政策，引起缙绅们的强烈不满，因而不可能稳定自己的统治区，把汉族各阶层人士结成抗清的一致势力。”
《明末農民戰爭史》一書也否定了滎陽大會和李岩的存在。除了《明末农民战争史》，顧誠還有一部姐妹篇《南明史》，可視為《明末农民战争史》續集。